# Melandrya barbata
Melandrya barbata là một loài bọ cánh cứng trong họ Melandryidae. Loài này được Fabricius miêu tả khoa học năm 1792.